# سرگیفکا (شهرستان استرلیباشفسکی، باشقیرستان)
سرگیفکا (انگلیسی: Sergeyevka, Sterlibashevsky District, Republic of Bashkortostan) یک شهرک در شهرستان استرلیباشفسکی استان باشقیرستان کشور روسیه است.